# 捜粟都尉
捜粟都尉（そうぞくとい）は、前漢の一時期に農業を掌った官職である。騪粟都尉とも書く。大司農に属する軍官（武官）で、常設ではなかった。

## 解説
漢の武帝の時代に置かれた軍官（武官）である。設置年は不明だが、その初見は太初元年（紀元前104年）で、李広利の大宛遠征に従った捜粟都尉の上官桀である。軍官として活躍しており、字義からすると軍の食糧調達を本来の任務としたようにも考えられるが、当時は文官が軍隊の指揮官となることは珍しくなかったので、なんとも言えない。
太始元年（紀元前96年）、大司農の桑弘羊が降格されて捜粟都尉になった。日本の歴史学者西嶋定生は、このとき大司農は任命されず、桑弘羊が大司農の職務を行っていたと推測した。後任の大司農が知られておらず、桑弘羊が皇帝に屯田の提案をするなど大司農がすべき職務を行っていたことなどが、その理由である。
武帝は晩年、農業の振興を重視し、趙過を捜粟都尉に任命した。趙過は、代田法という改良した牛耕を普及させた。牛を持たない農民のために平都令（平都県の県令）光が人力で代田法を行う方法を編み出すと、趙過は光を推薦して丞とした。この丞は、捜粟都尉の丞とする説と、大司農の丞とする説がある。
始元6年（紀元前81年）に楊敞が大司農になった。これを大将軍の霍光による情実人事とみた燕王劉旦は、「敞は労なくして捜粟都尉になった」と上書して批判した。捜粟都尉が大司農の職に等しいとする説の傍証である。

## 捜粟都尉の人物
- 上官桀 - 太初元年（紀元前104年）見 - 太初3年（紀元前102年）免
- 桑弘羊 - 太始元年（紀元前96年）任 - 後元2年（紀元前87年）免
- 趙過
- 楊敞 - 始元6年（紀元前81年）任?